# Markt 4 (Quedlinburg)

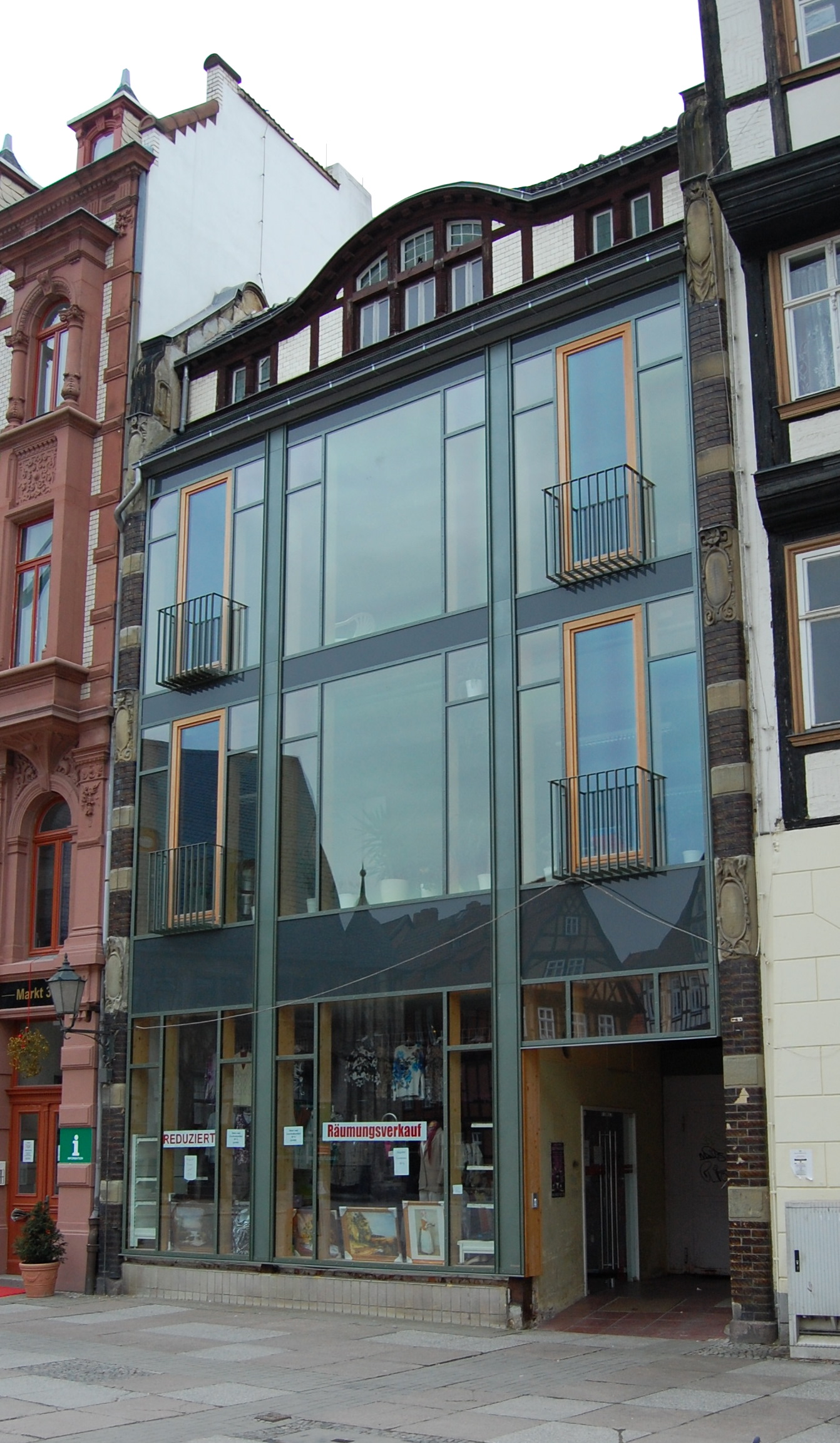
Haus Markt 4

Das Haus Markt 4 ist ein denkmalgeschütztes Gebäude in der Stadt Quedlinburg in Sachsen-Anhalt.

## Lage
Es befindet sich an der Ostseite des Marktplatzes der Stadt. Nördlich grenzt das gleichfalls denkmalgeschützte Haus Markt 3, südlich das Haus Markt 5 an.

## Architektur und Geschichte
Das Wohn- und Geschäftshaus entstand 1906/1907 im Auftrag der Modefirma Ihlfeld & Kramer. Im Quedlinburger Denkmalverzeichnis ist es als Wohn- und Geschäftshaus eingetragen. Architekt des als Kaufhauserweiterung gebauten Gebäudes war der Braunschweiger Friedrich Staeding. Das Grundstück gehörte zuvor zum Gelände des ehemaligen Gasthofs Zur Sonne. Das in Formen des Jugendstils ausgestaltete Haus ist als Stahlskelettbau errichtet. Vor allem der Brandgiebel und die Dachgaupe sind für die Jugendstilgestaltung des Hauses prägend. 
In der Zeit der DDR war das Gebäude in das im benachbarten Haus Markt 3 bestehende HO-Kaufhaus einbezogen. In der zweiten Hälfte des 20. Jahrhunderts erfolgte ein Umbau des Ladengeschäfts. Das Gebäude wurde 2008 durch das Architekturbüro qbatur saniert.
Heute wird das Gebäude durch die Quedlinburger Touristeninformation und die Domschatzverwaltung der Domschätze zu Quedlinburg und Halberstadt genutzt.